# Macronotops unimaculata
Macronotops unimaculata är en skalbaggsart som beskrevs av Ma 1993. Macronotops unimaculata ingår i släktet Macronotops och familjen Cetoniidae. Inga underarter finns listade i Catalogue of Life.